# NGC 2375
NGC 2375 is een balkspiraalstelsel in het sterrenbeeld Tweelingen. Het hemelobject werd op 20 februari 1849 ontdekt door Johnstone Stoney, assistent van de Ierse astronoom William Parsons.

## Synoniemen
- UGC 3854
- MCG 6-17-5
- ZWG 177.17
- NPM1G +33.0106
- IRAS07238+3356
- PGC 21035